# Juarez (Texas)
Juarez è un census-designated place (CDP) degli Stati Uniti d'America della contea di Cameron nello Stato del Texas. La popolazione era di 1,017 persone al censimento del 2010. Prima del censimento del 2010 la comunità faceva parte del CDP di Las Palmas-Juarez. Fa parte dell'area metropolitana di Brownsville-Harlingen.

## Geografia fisica
Juarez si trova nella parte occidentale della contea di Cameron, confina a nord e ad est con Harlingen e ad ovest con Las Palmas.
Secondo lo United States Census Bureau, ha un'area totale di 0,2 miglia quadrate (0,5 km²).